# The Story on Page One
"The Story on Page One" (em português, "A História da Primeira Página") é um episódio da segunda temporada da série animada da FOX Uma Família da Pesada. É o vigésimo sexto de todo o seriado e conta com a participação de Luke Perry interpretando ele mesmo.

## Enredo
Em uma visita a Universidade Brown (alma mater de Brian), Meg não é aceita por não fazer nenhuma atividade extra escolar, e por isso, a garota começa a escrever no jornal de sua escola. Ela tenta providenciar uma entrevista com o relutante prefeito West, e eventualmente, força-o a aceitar. Durante a entrevista, o prefeito pouco inteligente mostra sua frustração pelo fato de que a água desaparece de suas plantas que ficam em um vaso e também são sugadas pela pia. Então, revela para Meg que gastou $150.000 do dinheiro de impostos pagos pelos cidadãos para investigar o desaparecimento da água, e que irá continuar com isso mesmo que precise usar um milhão. A entrevistadora, animada, acha que encontrou seu furo de reportagem, contudo, Peter não acha que a história irá chamar a atenção dos jovens. Ele invade a escola da filha durante a noite, queima o artigo e coloca no lugar uma história dizendo que Luke Perry é gay. No dia seguinte, os amigos de Meg ficam impressionados por sua reportagem, no entanto, a história é lida pelo ultrajado artista (que sempre lê jornais de escolas da América, para ver se é citado) e entra com uma ação judicial por difamação.
Meg fica profundamente decepcionada, mas Peter, que fica surpreendentemente se sentindo culpado, promete corrigir seu erro. Para que a filha se livrasse dos problemas judiciais, Peter tenta tirar uma foto de Perry agindo como gay, e para isso, tenta seduzí-lo, para que o artigo se mostrasse verdadeiro, entretanto, o ator não mostra nenhum interesse sexualidade exótica de Peter (além de vomitar ao ver as nádegas dele). Depois de várias tentativas, confessa para Perry que ele escreveu o artigo, e não sua filha, pedindo que retire a ação judicial. Luke aceita, desde que Meg faça uma entrevista verdadeira com ele e publique-a. Mais tarde, com a próxima edição do jornal impresso, Peter visita Perry e leva uma cópia para que pudesse ler o artigo revisado por si mesmo; ele pega o artigo e, abruptamente, pede para que a visita saia, batendo a porta em seu rosto. Então, volta para sua cama, onde Adam West está esperando por ele. O prefeito diz que somente poderá fazer sexo se parar de roubar sua água; obviamente, Perry não tem a mínima ideia sobre o que Adam está falando, mas aceita a condição.
Enquanto isso, Stewie chega a conclusão de quanto é pequeno, depois que Brian mostra a ele o laboratório de química (o professor diz que ele é jovem demais para estar na universidade). Frustrado com sua baixa estatura, coloca um dispositivo de controle mental em Chris, para que seu irmão cumpra suas ordens malvadas (como por exemplo, matar Lois, que é o primeiro objetivo). O plano não dá certo quando o dispositivo fica em curto-circuito com o forno de micro-ondas, fazendo com que Chris não respeitasse mais as ordens de Stewie e tentasse matá-lo. Com isso, o bebê engana seu irmão mais velho ao se disfarçar como um desconhecido, que aponta a direção errada para procurar o garoto.